# Jan Pijnenburg
Jan Pijnenburg (né le 15 février 1906 et mort le 2 décembre 1979 à Tilbourg) est un coureur cycliste sur piste néerlandais. Il a été médaillé d'argent de la poursuite par équipes lors des Jeux olympiques de 1928 à Amsterdam. Surnommé le « boulet de canon », il s'est surtout fait connaître dans les courses de six jours, où il a obtenu 17 victoires.

## Biographie
Johannes Baptist Norbertus Pijnenborg, dit Jan Pijnenburg, naît le 15 février 1906 à Tilbourg. Il est le fils de Franciscus Cornelius Pijnenborg, tisserand, et de Johanna Huberdina Paridaans. Ce n'est qu'à l'occasion de son mariage en mai 1934, à 28 ans, qu'il apprend que son nom n'est pas Pijnenburg mais Pijnenborg. Ayant à cette époque construit un palmarès fourni sous le nom de Pijnenburg, il conservera ce patronyme en compétition.
Il commence le cyclisme dans sa ville natale après la construction d'une piste de cyclisme (la Tilburgse Wieler- en Motorbaan, TWEM). Les meilleurs pistards de l'époque s'y illustrent et Jan Pijnenburg y gagne son argent de poche en vendant des barres chocolatées. C'est en voyant les duels de Piet Moeskops et Victor Linart que naît son ambition de devenir lui aussi un grand coureur.
Jan Pijnenburg remporte la première course à laquelle il participe, à Weelde en Belgique. Enchaînant de nombreux succès, il comprend rapidement qu'il doit adopter un comportement offensif pour se faire connaître, notamment lors des compétitions sur piste. C'est ainsi qu'il devient durant les années 1930 un coureur de six jours réputé pour son explosivité (il est surnommé le « boulet de canon »), sa course élégante, ainsi que son charme. En 50 compétitions de six jours, il glane 17 succès et termine 11 fois à la deuxième place. Il remporte au total plus de 300 courses de couples, et 5 championnats des Pays-Bas chez les professionnels (deux fois sur 50 km et trois fois en poursuite). La ville de Dortmund le fera citoyen d'honneur en hommage à ses performances lors des Six Jours de Dortmund.
Après sa carrière, Jan Pijnenburg a tenu l'hôtel-restaurant Old Dutch à Tilbourg de 1939 à 1975.

## Palmarès

### Jeux olympiques
Amsterdam 1928
 Médaillé d'argent de la poursuite par équipes (avec Piet van der Horst, Jacobus Maas, Janus Braspennincx)

### Six jours
- 1931 : Dortmund, Berlin (avec Adolf Schön)
- 1932 : Amsterdam, Paris, Dortmund, Chicago (avec Adolphe Van Nevele), Bruxelles (avec Janus Braspennincx)
- 1933 : Amsterdam (avec Cor Wals), Bruxelles (avec Adolf Schön), Francfort (avec Viktor Rausch), Stuttgart (avec Emil Richli)
- 1934 : Anvers, Bruxelles, Paris (avec Cor Wals)
- 1936 : Rotterdam (avec Cor Wals), Copenhague (avec Frans Slaats)
- 1937 : Anvers (avec Frans Slaats)

### Championnats nationaux
- Champion des Pays-Bas des 50 km en 1930 et 1931
- Champion des Pays-Bas de poursuite en 1935, 1936 et 1938